# Вустерузен
Вустерузен (нім. Wusterhusen) — громада в Німеччині, розташована в землі Мекленбург-Передня Померанія. Входить до складу району Передня Померанія-Грайфсвальд. Складова частина об'єднання громад Лубмін.
Площа — 19,08 км2. Населення становить 1100 ос. (станом на 31 грудня 2020).